# HAO1
HAO1 (англ. Hydroxyacid oxidase 1) – білок, який кодується однойменним геном, розташованим у людей на короткому плечі 20-ї хромосоми. Довжина поліпептидного ланцюга білка становить 370 амінокислот, а молекулярна маса — 40 924.
| 10         |  | 20         |  | 30         |  | 40         |  | 50         |
| ---------- |  | ---------- |  | ---------- |  | ---------- |  | ---------- |
| MLPRLICIND |  | YEQHAKSVLP |  | KSIYDYYRSG |  | ANDEETLADN |  | IAAFSRWKLY |
| PRMLRNVAET |  | DLSTSVLGQR |  | VSMPICVGAT |  | AMQRMAHVDG |  | ELATVRACQS |
| LGTGMMLSSW |  | ATSSIEEVAE |  | AGPEALRWLQ |  | LYIYKDREVT |  | KKLVRQAEKM |
| GYKAIFVTVD |  | TPYLGNRLDD |  | VRNRFKLPPQ |  | LRMKNFETST |  | LSFSPEENFG |
| DDSGLAAYVA |  | KAIDPSISWE |  | DIKWLRRLTS |  | LPIVAKGILR |  | GDDAREAVKH |
| GLNGILVSNH |  | GARQLDGVPA |  | TIDVLPEIVE |  | AVEGKVEVFL |  | DGGVRKGTDV |
| LKALALGAKA |  | VFVGRPIVWG |  | LAFQGEKGVQ |  | DVLEILKEEF |  | RLAMALSGCQ |
| NVKVIDKTLV |  | RKNPLAVSKI |  |            |  |            |  |            |

A: Аланін

C: Цистеїн

D: Аспарагінова кислота

E: Глутамінова кислота

F: Фенілаланін

G: Гліцин

H: Гістидин

I: Ізолейцин

K: Лізин

L: Лейцин

M: Метіонін

N: Аспарагін

P: Пролін

Q: Глутамін

R: Аргінін

S: Серин

T: Треонін

V: Валін

W: Триптофан

Кодований геном білок за функціями належить до оксидоредуктаз, фосфопротеїнів. 
Білок має сайт для зв'язування з флавопротеїном. 
Локалізований у пероксисомах.